# Acromyrmex pulvereus
Acromyrmex pulvereus är en myrart som beskrevs av Santschi 1919. Acromyrmex pulvereus ingår i släktet Acromyrmex och familjen myror. Inga underarter finns listade i Catalogue of Life.